# ツンデレラ (漫画)
『ツンデレラ』は、荻野眞弓による日本の4コマ漫画作品。少年画報社『ヤングコミック』に、2005年7月号から2007年2月号にかけて連載された。

## あらすじ
姫宮かぐやは、官能小説家でありながら処女。姉妹たちとそのパートナーとのあつあつぶりに当てつけられながら、悶々たる日々を送っているのだが、自著の挿絵を描いている男性・天野と打ち合わせを重ねるうち、だんだん惹かれるようになる。しかし、なかなか素直になれず……。

## 登場人物
姫宮かぐや
28歳。元々純文学を志していたが、はずみで書いた官能小説が大ヒットし、そちらの世界で名を成すことになってしまった。
天野
イラストレーター。かぐやの作品の挿絵を担当すると共に、かぐやの作品のファンでもあり、作中に処女性を見出して（と言うか見抜いて?）いた。実は彼には重大な秘密がある。
姫宮いばら
かぐやの姉。元営業職で、現在は専業主婦。婿入りした夫と共に妹と同居し、妹の目も憚らずバカップルぶりを繰り広げている。
姫宮白雪
かぐやの妹で、大学生。姉たちと同居している。彼氏を居候させ、姉の目も（以下同文）。

## 書誌情報
少年画報社YCコミックスより全1巻
- 2007年4月1日付発行（実売日は2007年2月26日） ISBN 978-4-7859-2749-3